# Hailey Van Lith
Hailey Van Lith, född 9 september 2001, är en amerikansk basketspelare.

## Karriär
Van Lith ingick i det amerikanska laget som tog VM-guld 2023, och är uttagen till det amerikanska 3x3-laget inför OS 2024, som tog brons vid OS 2024.